# Buckingham
Buckingham es una localidad de Inglaterra situada en el norte del condado de Buckinghamshire, próxima a las fronteras de los condados de Northamptonshire y Oxfordshire. Según el censo de 2011, la población era de 12 043 habitantes. Tiene el rango de parroquia civil con consejo municipal propio.
Históricamente, Buckingham fue la capital del condado de Buckinghamshire desde el momento de la creación del condado en el siglo X d. C., pero posteriormente, en el siglo XVIII d. C., la capitalidad fue trasladada a Aylesbury.
Como ciudad de tamaño pequeño, aunque con el rango de villa (market town), cuenta con una serie de establecimientos públicos de bebidas (pubs), de restaurantes y de tiendas, tanto independientes como de cadenas nacionales. Los días de mercado son los martes y sábados y se celebran en Market Hill y en High Street. Buckingham está hermanada con Mouvaux, en Francia.

## Historia
Se dice que Buckingham —literalmente "pradera del pueblo Bucca"— fue fundada en el siglo VII d. C. por Bucca, líder de los primeros pobladores anglosajones. El primer asentamiento estaba ubicado sobre un meandro del río Gran Ouse, y es en la actualidad el campus de la calle Hunter de la Universidad de Buckingham. Durante los siglos VII al XI, el pueblo de Buckingham cambió repetidamente de manos entre sajones y daneses. En 914 un ejército sajón al mando del rey Eduardo el Viejo asedió Buckingham durante cuatro semanas, obligando a los líderes vikingos daneses a rendirse. Posteriormente construyeron un fuerte donde hoy se encuentra la actual parroquia de Buckingham.

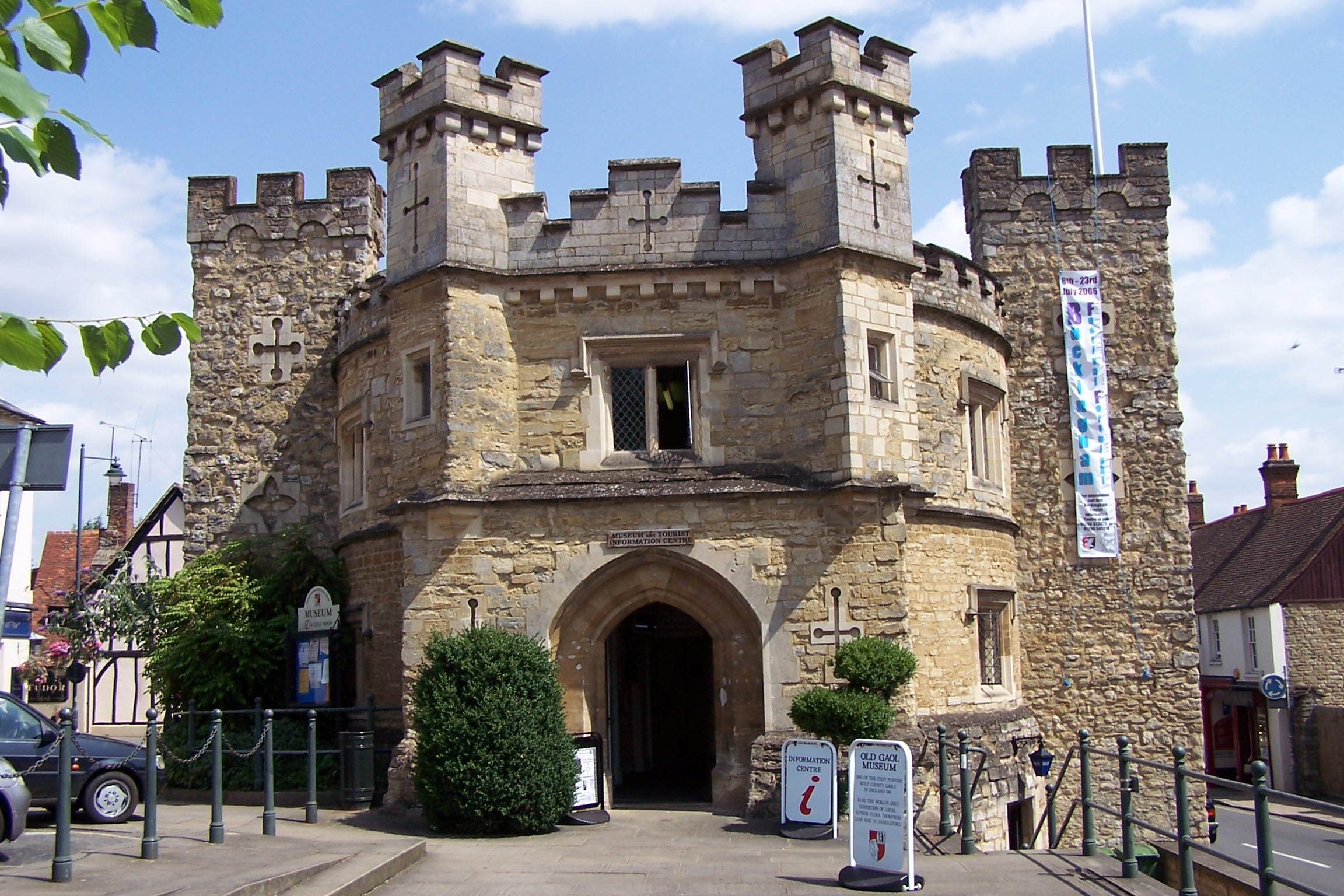
Antigua cárcel del condado en Buckingham, construida en 1748. En la actualidad es un museo.

Buckingham obtuvo su carta estatutaria en 1554 cuando la reina María I creó el burgo (borough) libre de Buckingham con límites que se extendían desde Thronborowe Bridge (hoy en día Thornborough), hasta Dudley Bridge y desde Chackmore Bridge hasta Padbury Mill Bridge. El nuevo burgo contaba con un bailío, doce representantes y un steward o gobernador.
El 15 de marzo de 1725 el centro del pueblo sufrió daños considerables debido a un fuerte incendio que destruyó varias calles, entre ellas Castle Street, Castle Hill y el lado norte de Market Hill. Como resultado, 138 edificaciones —de un total de 387 que existían por entonces— fueron consumidas por las llamas. Se realizaron colectas en los pueblos aledaños, como Aylesbury y Wendover, para ayudar a aquellos que habían quedado sin hogar, pero en el año 1730 solo un tercio de las casas dañadas habían sido reconstruidas. La presencia de notable arquitectura georgiana en las calles de Buckingham es uno de los resultados de ese incendio.

### San Rumbold
Se dice que el pueblo fue el lugar donde se encuentran los restos de San Rumbold, un santo sajón no muy conocido que fue nieto del rey Penda de Mercia. La iglesia parroquial de Strixton (Northamptonshire) le está dedicada; también se cree que el pequeño pueblo de Romaldkirk está nombrado en su honor.

## Ubicación
El pueblo se encuentra construido en torno al lugar de su histórico mercado y tiene muchos edificios del siglo XVIII d. C.. Hay tres carreteras principales que pasan por Buckingham, las A413, A421 y A422. El histórico diseño del jardín formal de Capability Brown en Stowe (en la A422 hacia el oeste) es una importante atracción turística al cuidado del National Trust.
La periferia de Buckingham incluye los barrios de Mount Pleasant, Page Hill, Bourton, Badgers, Linden Village y Caslte Fields. Maids Moreton, una población situada al noreste, se ha quedado unida a la zona urbana de Buckingham. Entre las ciudades próximas se pueden contar Aylesbury, Winslow, Bicester, Brackley, Milton Keynes y Towcester. Otros pueblos cercanos son Padbury y Gawcotta al sur, Chackmore al norte y Shalstone al noroeste. También está muy cerca de Stowe, donde se encuentran la Stowe House, los Stowe Landscape Gardens y la Stowe School.

### Bourton
Bourton fue en su origen una aldea en la parroquia de Buckingham. El nombre de la aldea tiene orígenes anglosajones, y significa "cerca fortificada". Hoy en día es una parte integral de Buckingham, con un camino y un viejo molino llamado Bourton que los visitantes aún pueden contemplar.
En Bourton se encontraba una gran mansión, hoy desaparecida, que pertenecía a la familia Minshull. Durante la Guerra Civil Inglesa la mansión fue saqueada por las fuerzas parlamentarias, robando objetos por un valor de 2000 libras esterlinas (una cantidad enorme para la época).

## Educación
Buckingham es la sede de una de las universidades privadas del Reino Unido, la Universidad de Buckingham. Al igual que las otras universidades del país, una gran parte de sus estudiantes proviene del extranjero.
El condado de Buckinghamshire opera bajo el «sistema tripartito» de educación secundaria estatal del Reino Unido. Las escuelas secundarias estatales son la Royal Latin School y la Buckingham School. También se encuentran Akeley Wood School y Stowe School, situadas fuera del casco urbano, que son escuelas independientes. 
Existen cuatro escuelas primarias, una comunitaria y tres academias, que ofrecen sus servicios a diferentes zonas del pueblo.

## Economía
Varios parques industriales y tecnológicos están radicados Buckingham, que acogen a diversas varias empresas de alta tecnología en los sectores farmacéutico, electrónico, alimentación y de materiales compuestos.
El innovador automóvil de vapor de Thomas Rickett fue creado en Buckingham en 1860. El vehículo fue tenido por avanzado para la época y se cree que solo se fabricaron dos unidades.
El comercio se concentra en el centro urbano. El mercado histórico ha sido una seña de identidad de Buckingham desde hace 600 años. Hoy en día se celebran mercadillos los martes y los sábados. 

## Transporte

### Carreteras
Buckingham se encuentra en las carreteras A413, A421 y A422.

### Autobuses
Buckingham se encuentra conectada con Aylesbury por la línea X60 y con Milton Keynes por la línea 32. Un servicio de autobuses de larga distancia conocido como X5 la conecta con las ciudades de Oxford y Cambridge. Algunos pueblos cercanos se encuentran conectados con Buckingham por un servicio de autobuses que opera los días de mercado.

### Canales
El ramal de Buckingham del Grand Junction Canal daba servicio a la localidad desde 1801 al 1932, siendo el canal abandonado por completo en 1964. El canal iba desde Cosgrove, en Northamptonshire, hasta el centro de Buckingham. Una sección del canal, al este de la ciudad, ha sido recientemente restaurado.

### Ferrocarriles
Buckingham contó con una estación de tren que estuvo en funcionamiento desde 1850 hasta 1964.

## Deportes

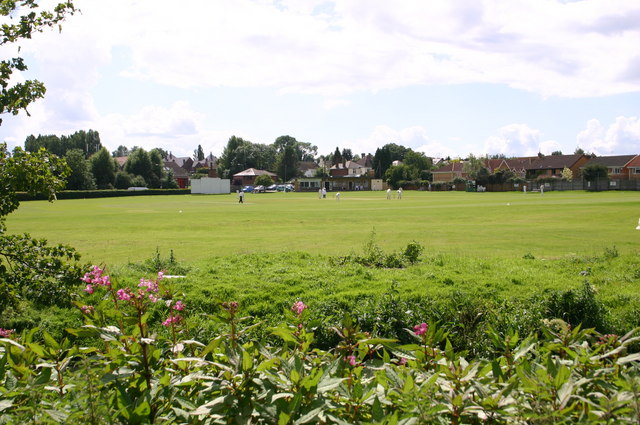
El campo de criquet de Buckingham

Existen dos equipos de fútbol locales, un equipo de rugby que incluye varios equipos de mujeres y un club de criquet.

## Lugares de interés
- Buckingham Chantry Chapel (propiedad del National Trust)
- Buckingham Old Gaol — museo y Centro de Información Turístico.
- Stowe School
- Existe un punto de Confluencia en un extremo del pueblo (aquí), exactamente en las coordenadas 52°00′00″N 01°00′00″O / 52.00000, -1.00000

## Lugares de Culto

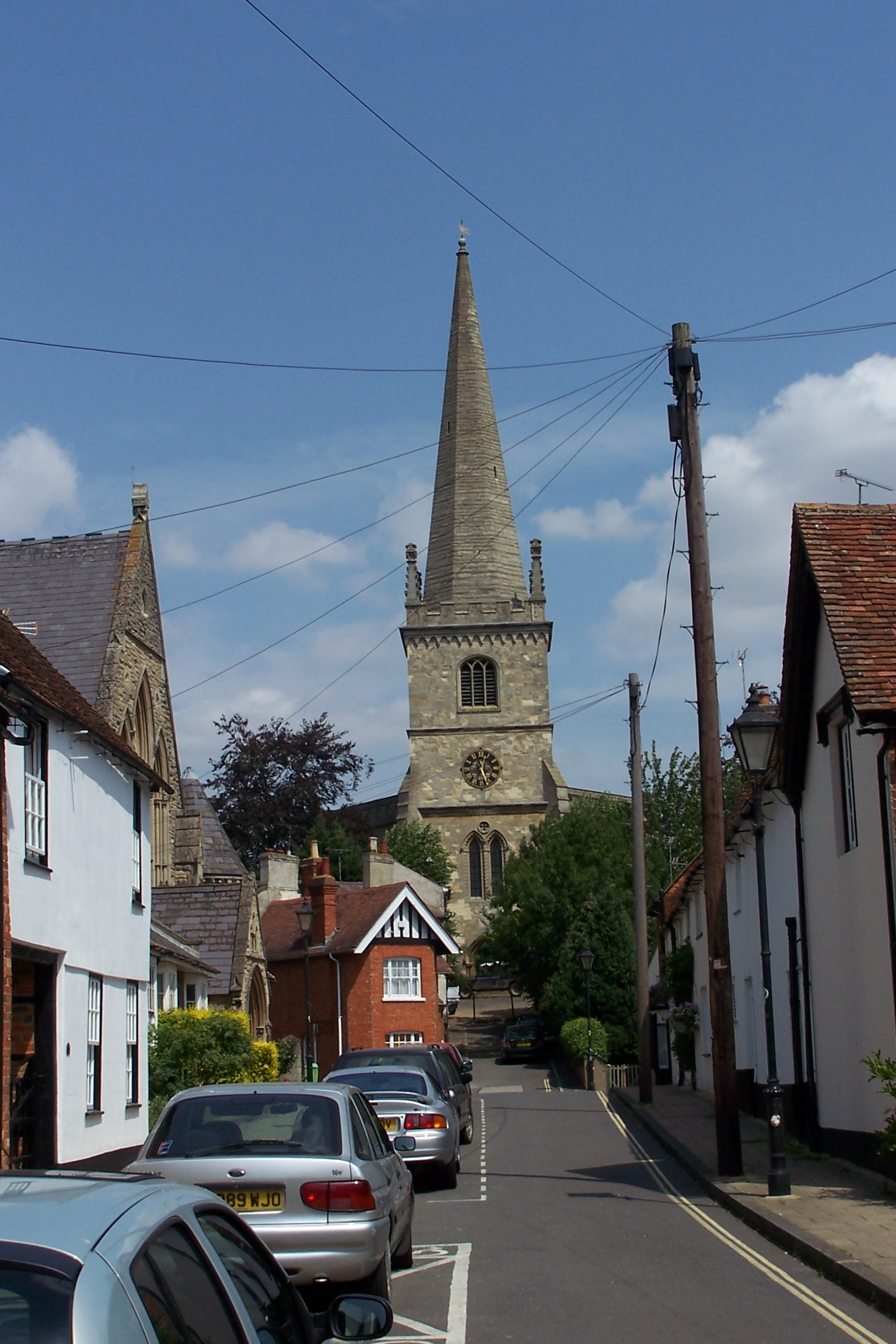
Iglesia de San Pedro y San Pablo.

- Iglesia Católica de San Bernardino
- La Iglesia Evangélica de Buckingham
- San Pedro y San Pablo, Buckingham (Iglesia Anglicana)
- Salvation Army, Buckingham
- Well Street United Church, Buckingham (Iglesia Metodista, Bautista y Unida Reformada)

## Personas importantes
- John Bercow fue elegido como Parlamentario por Buckingham en 1997, y en 2009, fue elegido Speaker de la Cámara de los Comunes
- Gillian Blake (actriz)
- George Gilbert Scott (arquitecto)
- Robert Maxwell Parlamentario por Buckingham 1964 - 1970
- Craig Pickering (Atleta)
- David Pickering (escritor)
- Browne Willis Parlamentario por Buckingham 1705 - 1708
- Sam Baldock (futbolista)
- George Baldock (futbolista)
- Bernie Marsden (músico) vive en Buckingham.
- Wyndham Hazelton (jugador de criquet)